# ТНЦА Микроплано
ТНЦА Микроплано (шп. TNCA Microplano) је мексички ловачки авион. Први лет авиона је извршен 1918. године. 

Највећа брзина авиона при хоризонталном лету је износила 220 km/h.
Практична највећа висина током лета је износила 5500 метара а брзина успињања 186 метара у минути. Распон крила авиона је био 8,00 метара, а дужина трупа 6,60 метара. Празан авион је имао масу од 460 килограма. Нормална полетна маса износила је око 650 килограма. Био је наоружан са планираним једним или два синхронизована митраљеза калибра 7,7 милиметара.

## Наоружање
| Наоружање авиона: ТНЦА Микроплано |             |
| Ватрено (стрељачко) наоружање     |             |
| Топ                               |             |
| Митраљез                          |             |
| Број и ознака митраљеза           | 1-2 у плану |
| Калибар                           | 7,7         |
| Бомбардерско наоружање (бомбе)    |             |
| Ракетно наоружање (ракете)        |             |